# Verbeterde List
De Verbeterde List is in de opening van een schaakpartij een variant binnen de Najdorfvariant, die zelf een variant is binnen het Siciliaans. 
De Verbeterde List begint met de volgende zetten:
1. e4 c5
2. Pf3 d6
3. d4 cxd4
4. Pxd4 Pf6
5. Pc3 a6
6. Lg5 Pbd7

Deze variant is behandeld in het boek The Sicilian Defence van Ľubomír Ftáčnik (2010), onder het hoofdstuk Blood Diamond, alsmede in Yearbook 101 en Yearbook 102 van New In Chess.
Het idee is om e6 uit te stellen zodat zwart meer dynamische mogelijkheden krijgt, zoals het direct spelen van e7-e5.
De eerste schaker die met dit idee kwam was de Nederlandse schaker Lody Kuling. Daarna heeft de opening zich razendsnel ontwikkeld en zich uitgebreid tot over de hele wereld.
De hoofdvariant gaat: 7.f4 Dc7 8.Df3 h6 9.Lh4 g5! Met goede kansen voor zwart. Daarom is het raadzaam voor wit om eerder af te wijken, bijvoorbeeld 7.Lc4, 7.De2 of 9.Lxf6.